# Furstendömet Albanien
Furstendömet Albanien var mellan åren 1914 och 1925 ett suveränt furstendöme på västra Balkanhalvön. Det var i modern tid den första oberoende albanska staten i nuvarande Albanien som blev internationellt erkänt.
Furstendömet Albaniens grundande fick ett godkännande från Europas stormakter efter en lång förhandling och tvekan vid Londonkonferensen 1912–1913. Detta efter Osmanska rikets nederlag i det första balkankriget mot Österrike-Ungern. 1925 avskaffades monarkin då Republiken Albanien utropades.
Huvudstaden i Furstendömet Albanien var Durrësi vid Adriatiska havet, och därefter Tirana i inlandet.